# Tawfiq Ali
Tawfiq Ali Abu Hammad (arab. توفيق علي; ur. 8 listopada 1990 w Gazie) – palestyński piłkarz grający na pozycji bramkarza. Od 2017 jest zawodnikiem klubu Shabab Al-Khalil SC.

## Kariera piłkarska
Swoją karierę piłkarską Ali rozpoczął w klubie Taraji Wadi Al-Nes, w którym w 2011 roku zadebiutował w palestyńskiej pierwszej lidze. W sezonie 2013/2014 wywalczył z nim mistrzostwo Palestyny. W latach 2015–2017 grał w Shabab Dura, a w 2017 przeszedł do Shabab Al-Khalil SC.

## Kariera reprezentacyjna
W reprezentacji Palestyny Ali zadebiutował 22 grudnia 2011 w przegranym 0:3 meczu o 3. miejsce Igrzysk Panarabskich 2011 z Kuwejtem. W 2015 roku został powołany do kadry na Puchar Azji 2015, a w 2019 na Puchar Azji 2019.